# Kill (comando)
O comando kill do sistema operacional Unix é usado para enviar sinais a determinados processos em execução. Por padrão é enviado o sinal SIGTERM que requisita a finalização do processo, por isso o nome kill (matar). Em geral é usado desta forma:
```
kill 
pid
```

Onde pid é o número identificador do processo (process id) que pode ser obtido através do comando ps. Neste caso é enviado o sinal SIGTERM para o processo identificado pelo pid. Você pode especificar através de argumentos qual sinal deve ser enviado:
```
kill sinal pid
```

Onde sinal pode ser o nome dele ou o número que o identifica, precedido de - 
Sinais úteis podem ser:
- SIGINT, que possui o mesmo efeito de se pressionar Ctrl+C para interromper um programa
- SIGSTOP, que possui o mesmo efeito de se pressionar Ctrl+Z para parar um programa
- SIGCONT, faz o programa parado continuar a execução
- SIGQUIT, que força o programa a fazer um core dump
- SIGKILL, que finaliza o programa

## Exemplos de uso
```
 kill -9 $(pidof firefox-bin)
```

O comando 'pidof firefox-bin' é executado em subshel e retorna o número do pid "process identidity" do 
navegador firefox que será terminado pelo comando "kill -9".